# Гана Фукаркова
Гана Фукаркова (Гана Фукаркова; нар. 7 лютого 1964) — колишня чехословацька тенісистка.
Найвищу одиночну позицію світового рейтингу — 168 місце досягла 15 серпня 1988, парну — 116 місце — 21 грудня 1986 року.
Здобула 1 одиночний та 10 парних титулів туру ITF.
Найвищим досягненням на турнірах Великого шолома було 2 коло в парному розряді.
Завершила кар'єру 1990 року.

## Фінали ITF
| Легенда         |
| --------------- |
| Турніри $25,000 |
| Турніри $10,000 |

### Одиночний розряд (1–4)
| Результат | Ранг | Дата            | Турнір                            | Покриття | Суперниця         | Рахунок       |
| --------- | ---- | --------------- | --------------------------------- | -------- | ----------------- | ------------- |
| Поразка   | 1.   | 9 січня 1984    | ITF Сан-Антоніо, США              | Тверде   | Елізабет Екблом   | 2–6, 1–6      |
| Поразка   | 2.   | 23 вересня 1985 | ITF Софія, Болгарія               | Ґрунт    | Забіне Гак        | 1–6, 2–6      |
| Поразка   | 3.   | 21 липня 1986   | ITF Штутгарт, Західна Німеччина   | Ґрунт    | Крістіна Зінгер   | 6–1, 1–6, 3–6 |
| Поразка   | 4.   | 27 червня 1988  | ITF Ноймюнстер, Західна Німеччина | Ґрунт    | Леона Ласкова     | 2–6, 4–6      |
| Перемога  | 1.   | 18 липня 1988   | ITF Реда, Західна Німеччина       | Ґрунт    | Ева-Марія Шюргофф | 6–2, 7–5      |

### Парний розряд (10–5)
| Результат | Ранг | Дата            | Турнір                            | Покриття | Партнерка           | Суперниці                            | Рахунок       |
| --------- | ---- | --------------- | --------------------------------- | -------- | ------------------- | ------------------------------------ | ------------- |
| Перемога  | 1.   | 6 серпня 1984   | ITF Суб'яко, Італія               | Ґрунт    | Леа Піхова          | Патріція Мурго Барбара Романо        | 6–4, 2–6, 6–4 |
| Поразка   | 1.   | 29 липня 1985   | ITF Ноймюнстер, Західна Німеччина | Тверде   | Ольга Вотавова      | Івона Бржакова Маріе Пінтерова       | 0–6, 5–7      |
| Перемога  | 2.   | 5 серпня 1985   | ITF Кіцбюель, Австрія             | Ґрунт    | Ольга Вотанова      | Нора Байчикова Петра Тесарова        | 7–5, 6–3      |
| Поразка   | 2.   | 23 вересня 1985 | ITF Софія, Болгарія               | Ґрунт    | Івона Бржакова      | Катарина Малеєва Мануела Малеєва     | 1–6, 2–6      |
| Перемога  | 3.   | 3 березня 1986  | ITF Стокгольм, Швеція             | Ґрунт    | Яна Новотна         | Зілке Маєр Клаудія Порвік            | 6–4, 4–6, 6–3 |
| Перемога  | 4.   | 14 квітня 1986  | ITF Монвізо, Італія               | Ґрунт    | Яна Новотна         | Жизеле Міро Карін Мос                | 6–1, 6–2      |
| Перемога  | 5.   | 21 квітня 1986  | ITF Таранто, Італія               | Ґрунт    | Яна Новотна         | Нанетте Шутте Діанне Ван Ренсбург    | 7–5, 6–0      |
| Перемога  | 6.   | 21 липня 1986   | ITF Штутгарт, Західна Німеччина   | Ґрунт    | Івона Кучиньська    | Anneli Bjork Сара Салліван           | 7–5, 6–0      |
| Перемога  | 7.   | 20 квітня 1987  | ITF Монвізо, Італія               | Ґрунт    | Івона Кучиньська    | Aida Halatian Вікторія Мильвидська   | 5–7, 3–6      |
| Поразка   | 3.   | 20 липня 1987   | ITF Штутгарт, Західна Німеччина   | Ґрунт    | Дениса Крайчовичова | Жулі Алар-Декюжі Віржіні Паке        | 4–6, 3–6      |
| Перемога  | 8.   | 3 серпня 1987   | ITF Реда, Західна Німеччина       | Ґрунт    | Яна Поспішилова     | Нора Байчикова Дениса Крайчовичова   | 6–2, 6–0      |
| Перемога  | 9.   | 20 серпня 1987  | ITF Дармштадт, Західна Німеччина  | Ґрунт    | Яна Поспішилова     | Нора Байчикова Дениса Крайчовичова   | 6–3, 6–0      |
| Поразка   | 4.   | 27 червня 1988  | ITF Ноймюнстер, Західна Німеччина | Ґрунт    | Петра Лангрова      | Antonia Homolya Генріке Кадзідрога   | 1–6, 2–6      |
| Перемога  | 10.  | 14 серпня 1989  | ITF Будапешт, Угорщина            | Ґрунт    | Дениса Крайчовичова | Нанне Дальман Зільке Франкль         | 4–6, 6–3, 6–3 |
| Поразка   | 5.   | 26 лютого 1990  | ITF Вельс, Австрія                | Ґрунт    | Дениса Крайчовичова | Алексія Дешом-Баллере Паскаль Параді | 3–6, 2–6      |